# Pristipomoides sieboldii
Pristipomoides sieboldii es una especie de peces de la familia Lutjanidae en el orden de los Perciformes.

## Morfología
• Los machos pueden llegar alcanzar los 79 cm de longitud total.

## Alimentación
Come principalmente peces, gambas, cangrejos, poliquetos, cefalópodos y Urochordatas.

## Hábitat
Es un pez de mar de aguas profundas que vive entre m de profundidad.

## Distribución geográfica
Se encuentra desde el África Oriental hasta Hawái y el sur del Japón.